# Patchogue
Patchogue és una població dels Estats Units a l'estat de Nova York. Segons el cens del 2000 tenia 11.919 habitants.

## Demografia
Segons el cens del 2000, Patchogue tenia 11.919 habitants, 4.636 habitatges, i 2.749 famílies. La densitat de població era de 2.045,3 habitants per km².
Dels 4.636 habitatges en un 29,5% hi vivien nens de menys de 18 anys, en un 40,3% hi vivien parelles casades, en un 13,4% dones solteres, i en un 40,7% no eren unitats familiars. En el 31,8% dels habitatges hi vivien persones soles el 9% de les quals corresponia a persones de 65 anys o més que vivien soles. El nombre mitjà de persones vivint en cada habitatge era de 2,54 i el nombre mitjà de persones que vivien en cada família era de 3,2.
Per edats la població es repartia de la següent manera: un 22,5% tenia menys de 18 anys, un 9,2% entre 18 i 24, un 37,1% entre 25 i 44, un 20,7% de 45 a 60 i un 10,5% 65 anys o més.
L'edat mediana era de 35 anys. Per cada 100 dones de 18 o més anys hi havia 99,7 homes.
La renda mediana per habitatge era de 47.027 $ i la renda mediana per família de 60.126 $. Els homes tenien una renda mediana de 38.561 $ mentre que les dones 30.599 $. La renda per capita de la població era de 22.962 $. Entorn del 8,1% de les famílies i el 10,7% de la població estaven per davall del llindar de pobresa.